# Tjängvidestenen
Tjängvidestenen eller Tjängvide billedsten (listet i Rundata som Gotland Runic Inscription 110 eller G 110) er en rune- og billedsten, fra gråden Tjängvide omkring 3 km vest for Ljugarn på Gotland, Sverige.
Stenen er ca 70 cm høj, 30 cm ty og omkring 120 cm bred. På den øverste del af stenen er der afbildet en rytter på en ottebenet hest og en kvinde med et drikkehorn. Normalt tolkes motivet som guden Odin på sin hest Sleipner, og en valkyrie. På den nederste halvdel er malet et vikingeskib med adskillige personer ombord.
Den blev fundet i 1844, og den er i dag udstillet på Historiska museet i Stockholm.

## Indskription
Der er to runetekster på stenen; til venstre for det øverste felt (A) og til højre for det nederste felt (B).
Translitteration
- A fuorkhn... ...fuþr-...
- B ... (r)aisti stainin aft iurulf bruþur sin ÷ sikuif(i)r(t)(u)(a)(n)k(i)sifil

Transskription
- A fuþork ...
- B ... ræisti stæininn æftiʀ Hiorulf/Iorulf, broður sinn ...

Oversættelse
- A fuþork ...
- B ... rejste denne sten til minde om Hjôrulfr/Jórulfr, sin bror ...